# Paula Yates
Paula Elizabeth Yates (* 24. April 1959 in Colwyn Bay, Wales; † 17. September 2000 in London) war eine britische Fernsehmoderatorin. 

## Berufliches Leben
Ihre ersten Fernseherfahrungen machte Yates 1982, als sie in dem neu gegründeten Fernsehsender Channel 4 die Musiksendung The Tube moderierte. Während der ersten Staffel 1982/83 war Yates mit ihrer ersten Tochter schwanger. Zu Beginn der 1980er-Jahre war es in Großbritannien ein Novum, dass eine Musiksendung von einer schwangeren Moderation geführt wurde. Konservative Briten forderten öffentlich die Absetzung von Yates, da sie glaubten, Yates könne mit ihrem dicken Bauch ein „negatives Beispiel“ für die Jugendlichen sein und würde somit Teenager-Schwangerschaften begünstigen.
Zu Beginn der 1990er-Jahre war Yates eine der Moderatoren der Frühstücksfernsehshow The Big Breakfast auf Channel 4. Die Sendung wurde von Bob Geldof produziert. The Big Breakfast wurde in einem ganz normalen Wohnhaus und nicht in einem Fernsehstudio produziert. Die Co-Moderatoren führten im Wohnzimmer und im Garten des Hauses durch die Sendung. Yates selber hatte im oberen Stockwerk des Hauses eine Art Boudoir. Ihr Teil der Sendung hieß In Bed With Paula. Yates lag im Bett – wahlweise mit Bettjäckchen, Spitzennachthemd, Morgenrock etc. bekleidet – und bat die in der Show eingeladenen Prominenten, sich für das zu führende Interview zu ihr ins Bett zu legen. Dabei versuchte Yates immer, ihre Gäste nicht nur zu interviewen, sondern auch, sofern die Gäste Männer waren, mit ihnen zu flirten. Auf diese Weise lernte Yates auch Michael Hutchence kennen, der Ende 1994 Gast in der Sendung gewesen war. Ihre „flirtatious interviews“ hatte Yates auch schon als Moderatorin der Sendung The Tube geführt. So schaffte sie es beispielsweise 1985, dass ihr Interview-Partner Sting während des Interviews vor laufender Kamera seine Hosen auszog.

## „Image“
Bekannt für ihre wasserstoffblonden Haare (die sie meist als Bubikopf trug), ihre kieksende Stimme mit walisischem Akzent und ihre „naive“ Art, in der Öffentlichkeit aufzutreten, wurde Yates in Großbritannien von der Bevölkerung entweder geliebt oder gehasst. Einen kleinen Medienskandal löste Yates aus, als sie in den Zeitungen eine kosmetische Ganzkörperoperation ankündigte und wenig später zugab, sich diese Geschichte nur ausgedacht zu haben, um im Gespräch zu bleiben. In die Kritik der britischen Öffentlichkeit geriet Yates auch, als sie bei der Beerdigung von Michael Hutchence nichts weiter als ein tief ausgeschnittenes, schwarzes Minikleid mit aufgenähten Pailletten trug.

## Privates
1986 heiratete Paula Yates Bob Geldof, mit dem sie seit 1978 liiert war. Yates und Geldof bekamen die drei Töchter Fifi Trixibelle (* 1983), Peaches Honeyblossom (1989–2014) und Little Pixie (* 1990). Die Ehe wurde 1996 geschieden, nachdem Yates ein Jahr zuvor ein Verhältnis mit Michael Hutchence eingegangen war. 1996 wurde deren gemeinsame Tochter Heavenly Hiraani Tiger Lily geboren.
Nach dem Tod von Hutchence im Jahr 1997 bekam Yates Depressionen, zudem nahm ihre Alkohol- und Drogensucht zu. Am 17. September 2000, dem zehnten Geburtstag ihrer Tochter Little Pixie, wurde Yates von ihrer vierjährigen Tochter Heavenly Hiraani Tiger Lily im Alter von 41 Jahren tot im Bett gefunden. Als Todesursache stellte der Leichenbeschauer eine Überdosis Heroin fest, betonte aber, dass es kein Suizid gewesen sei, sondern vermutlich die Folge eines „unvorsichtigen und dummen Umgangs“ mit genanntem Opioid.
Später versuchten Michael Hutchence’ Schwester und seine Stiefmutter das Sorgerecht für Heavenly Hiraani Tiger Lily zu bekommen. Allerdings verloren sie den Sorgerechtsstreit gegen Bob Geldof, der das Sorgerecht erhielt.
Die Tochter Peaches starb am 7. April 2014 im Alter von 25 Jahren unter anderem am Heroin-Gebrauch. Am 23. Juli 2014 wurden Ermittlungen zu möglichem Selbstmord aufgenommen.